# Kpodégbé Djigla
Kpodégbé Lanmanfan Toyi Djigla est le 16e roi du royaume d'Allada, État fon au centre du Bénin. Intronisé le 2 décembre 1992 en tant que premier roi du royaume depuis la mort du roi Djigla (ou Gi-gla) Ier en 1909.

## Politique intérieure
Son trône se trouve à Togoudo, dans la commune d'Allada.

## Politique internationale
En 2001, il participe à la réunion annuelle internationale de la communauté musulmane de Mannheim, dans le cadre d'une visite officielle en Allemagne, visite au cours de laquelle il se rend dans plusieurs villes.

## Autres attributions
Jusqu'en 2016, le roi d'Allada est président du Conseil suprême des rois du Bénin,,,. Son successeur à la présidence est Sébastien Ajavon.